# Jean-Charles Magnier-Grandprez
Jean-Charles Magnier Grandprez est un homme politique français né le 16 mai 1767 à Belval-sous-Châtillon (Marne) et mort le 13 mars 1835 à Strasbourg (Bas-Rhin).

## Biographie
Inspecteur dans l'administration des douanes, il devient directeur des domaines à Strasbourg. Conseiller d'arrondissement, il est député du Bas-Rhin de 1815 à 1819, siégeant dans la minorité ministérielle de la Chambre introuvable, puis avec les royalistes modérés.
Il est le beau-père de Jean-François Marande.

## Sources bibliographiques
- « Jean-Charles Magnier-Grandprez », dans Adolphe Robert et Gaston Cougny, Dictionnaire des parlementaires français, Edgar Bourloton, 1889-1891 [détail de l’édition]